# IJssculpturenfestival

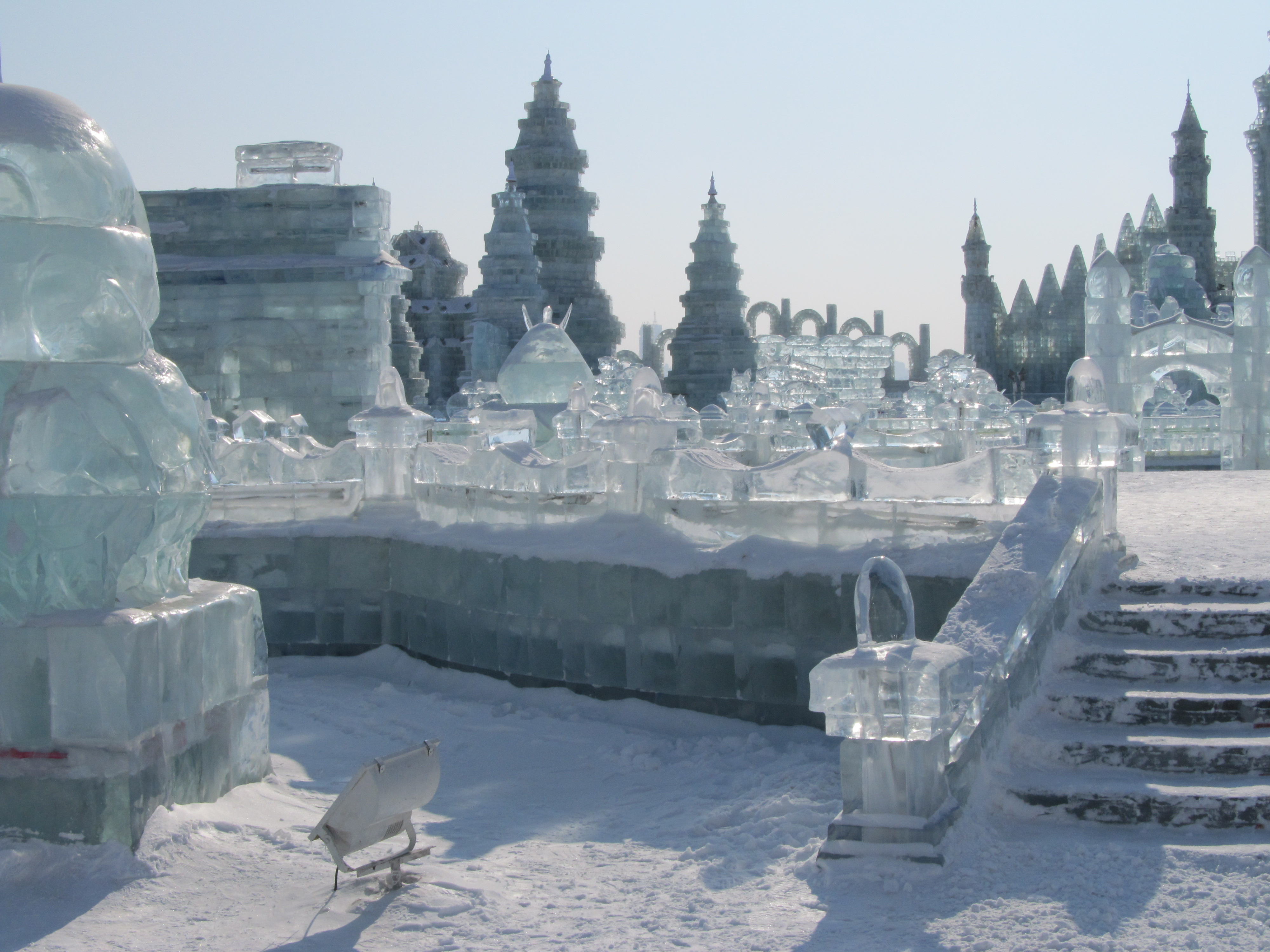
Het ijssculpturenfestival in Harbin, 2013.

Een IJssculpturenfestival is een festival waarbij een compleet sneeuw- en ijssculpturenpark naar een specifiek thema wordt gebouwd.

## Internationaal
Het grootste ijssculpturenfestival ter wereld vindt sinds 1963 jaarlijks plaats in Harbin (China). Andere bekende festivals zijn het sneeuwsculpturenfestival van Sapporo (Japan) sinds 1950, en het wereldkampioenschap ijssculpturen in Fairbanks (Alaska) sinds 1991.

## België
Het eerste indoor sneeuw- en ijssculpturenfestival van Europa werd in 2000 gehouden op het Stationsplein in Brugge. Het thema van het festival was toen Brugge in sneeuw en ijs. In 2002 en 2003 had het festival opnieuw in Brugge plaats, onder de thema's Wereldreis en Het rijk der goden. In 2004 werd het festival in Antwerpen gehouden als afsluiter van het Rubensjaar. Van 2005 tot en met 2015 stond het ijssculpturenfestival opnieuw elk jaar in Brugge. Vanaf de editie eind 2016 verhuisde het festival naar Hasselt.

## Nederland
Het eerste ijssculpturenfestival in Nederland vond plaats in Eindhoven in 2003. Na 2004 en 2006 werd het voor de vierde keer in Eindhoven gehouden van 8 december 2007 tot en met 10 februari 2008.
Het zesde Nederlands IJssculpturenfestival werd van 6 december 2008 tot en met 1 februari 2009 gehouden op het manifestatieveld in Park De Wezenlanden in Zwolle. Het zevende en achtste ijssculpturenfestival vond plaats in Roermond.
De tent waarin het festival wordt gehouden heeft een oppervlakte van ca. 2500 m² (kan variëren) en binnen heerst een temperatuur van −8 °C. 
Ca. 300 ton ijs en 400 ton sneeuw worden door een team van professionele internationale sneeuw- en ijskunstenaars verwerkt tot metershoge sculpturen.
De verlichting is speciaal afgestemd om een optimaal resultaat te verkrijgen met een minimale temperatuursinvloed. Ongeveer 70% bestond in 2006(/2007) in Eindhoven uit ledverlichting een gedeelte uit gasontlading (movingheads en hqi-armaturen). Samen met de kunstenaars (carvers) zijn de lichtontwerper (Jasper Schimmel) en de leverancier (Rombouts Showequipment) verantwoordelijk voor het eindresultaat. 
Na het inhangen van het licht in het dak (3 dagen werk) komt het ijs de hal in. Daarna volgt een bouw/carv periode van ongeveer 2,5 week. In deze periode worden de ijssculpturen gemaakt. Direct daarna wordt het grondlicht aangebracht en volgt het uitlichten van de beelden (2 dagen werk).